# Distrikt Kole
Kole ist ein Distrikt in Norduganda. Die Hauptstadt des Distrikts ist Kole.

## Lage
Der Distrikt Kole grenzt im Osten an den Distrikt Lira, im Süden an den Distrikt Apac und im Westen und Norden an den Distrikt Oyam.

## Geschichte
Der Distrikt entstand 2010 aus Teilen des Distrikt Apac.

## Demografie
Die Bevölkerungszahl wird für 2020 auf 284.300 geschätzt. Davon lebten im selben Jahr 3,7 Prozent in städtischen Regionen und 96,3 Prozent in ländlichen Regionen.
| Zensusjahr | Einwohnerzahl |
| ---------- | ------------- |
| 1991       | 115.259       |
| 2002       | 165.922       |
| 2014       | 239.327       |

## Wirtschaft
Die Landwirtschaft ist das Rückgrat der lokalen Wirtschaft.